# カルバッハ (ヘッセン)
カルバッハ（ドイツ語: Kalbach）は、ドイツ連邦共和国ヘッセン州カッセル行政管区のフルダ郡に属す町村である（以下、本項では便宜上「町」と記述する）。

## 地理

### 位置
カルバッハは、フルダ郡の郡域南部、北西のフォーゲルスベルク山地、北東のレーン山地、南のシュペッサルトを結ぶ長く伸びた尾根の、高度 280 m から 658 m に位置している。この町自体は、完全にレーン山地に含まれる。

### 隣接する市町村
カルバッハは、西はフリーデン、北西はノイホーフ、北東はアイヒェンツェルおよびエーバースブルク（以上いずれもフルダ郡）、東はモッテン（バイエルン州バート・キッシンゲン郡）、南はジンタールおよびシュリュヒテルン（マイン＝キンツィヒ郡）と境を接している。

### 自治体の構成
カルバッハの町は、アイヒェンリート、ホイバッハ、ミッテルカルバッハ、ニーダーカルバッハ、オーバーカルバッハ、ウトリヒスハウゼン、ファイトシュタインバッハの各地区からなる。

## 歴史
カルバッハは、852年にフルダ修道院の寄進状に初めて記録されている。

### 町村合併
ヘッセン州の地域再編に伴い、1969年9月1日にファイトシュタインバッハは隣のアイヒェンリートと合併した。1971年12月31日にホイバッハがウトリヒスハウゼンに合併した。1972年4月1日、それまで独立した町村であったニーダーカルバッハとファイトシュタインバッハがミッテルカルバッハに編入された。ミッテルカルバッハは、1972年8月1日の州法の発効により、オーバーカルバッハおよびウトリヒスハウゼンと合併し、新たな自治体カルバッハが成立した。行政機関はミッテルカルバッハに置かれた。

## 住民

### 宗教

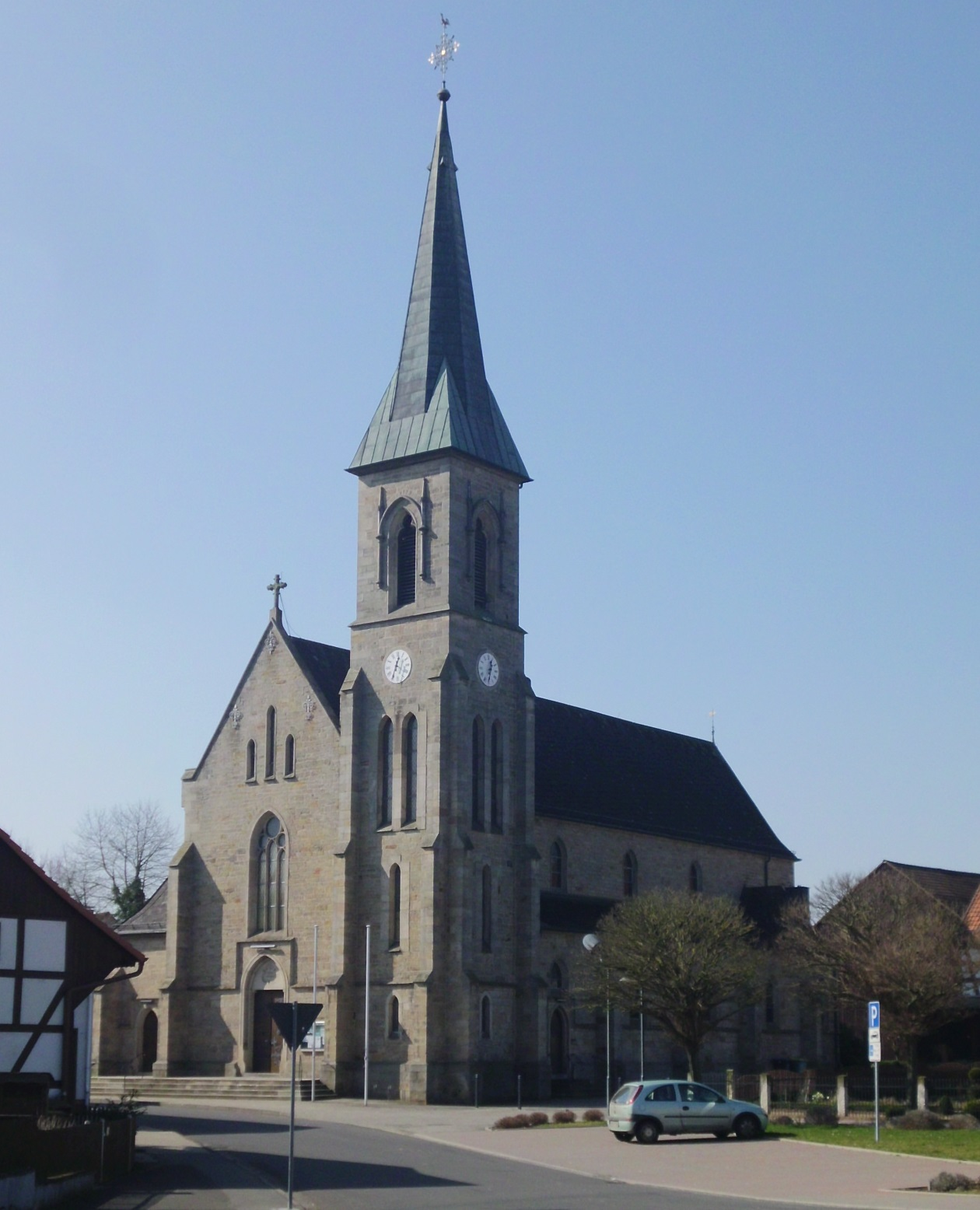
ミッテルカルバッハの聖ゼバスティアン教会

#### カトリック教会
行政上の自治体カルバッハの町域は、4つのカトリック教区を含んでいた。これらの教区は、フルダ司教区カルバッハ＝ノイホーフ聖霊司牧連合およびノイホーフ＝グローセンリューダー首席司祭区に属していた。4つの教区は以下の通り:
- ウトリヒスハウゼンの聖ボニファティウス教会
- ニーダーカルバッハの聖ラウレンティウス教会
- ミッテルカルバッハの聖ゼバスティアン教会
- ファイトシュタインバッハの聖ファイト教会

2016年2月21日、それまで独立していた4つの教区は、補佐司教カールハインツ・ディーツの下、祝祭の礼拝を挙行し、新たな教区組織カルバッハ聖キリアン教会に統合された。

#### 福音主義教会
福音主義改革派教会のカルバッハ聖ルカ教会は、福音主義クールヘッセン＝ヴァルデック教会に属す教区であり、オーバーカルバッハに本部を置いている。この教区の管轄地域は、ホイバッハやウトリヒスハウゼンを含む。

## 行政

### 議会
カルバッハの町議会は、31議席からなる。

### 首長
フローリアン・ヘルツァー（無所属）は、2014年9月14日の選挙で 62.8 % の票を獲得してこの町の町長に選出された。この選挙の投票率は 70.9 % であった。2020年11月1日にマルク・バグスが 67.3 % の票を獲得して町長に選出された。この選挙の投票率は 63.8 % であった。

### 紋章
ヘッセン内務大臣は、1976年4月4日付の文書でカルバッハに旗と紋章の使用権を授けた。
図柄: 向かって左側面は上下二分割。上部は金地に3つの赤い逆V字図形、下部は銀地に端まで貫く黒い十字。その向かって右側は青地で、低い位置に金の波帯、その上に銀色の7枚のクリの葉。
紋章の向かって左側面が二分割され、ハーナウ家とフルダ修道院の紋章が描かれていることで、この地域のかつての所属が表現されている。紋章主部は5枚のクリの葉で、この町が森が豊かであることと7つの地区からなっていることを表している。これに町名の由来となった小川を象徴する様式化された川が添えられている。

## 経済と社会資本
カルバッハ町内に、フルダ郡最大のソーラーパークが存在する。この施設は、合計 365 kW の発電力を有しており、ÜWAG 子会社のシナジー社によって運営されている。

### 交通
カルバッハの町域を、連邦アウトバーン A7号線と高速鉄道ハノーファー - ヴュルツブルク線が通っている。長さ 1298 m のカルバッハトンネル、それぞれ長さ 773 m のハルトベルクトンネルとボルンヘッケ・トンネル、長さ 364 m のカルバッハ＝タールブリュッケ（高架橋）が町域内にある。長さ 10,779 m のドイツ最長のトンネルであるラントリュッケントンネルの北側 1/4 はこの町の町域内にある。